# 本告正
本告 正（もとおり ただし、1943年（昭和18年）1月16日 - ）は日本の実業家、経営コンサルタント。元船井総合研究所社長・副会長。

## 略歴
1965年（昭和40年）3月に法政大学経営学部を卒業する。丸忠、シャルム、日本マネジメント協会を経て、1971年（昭和46年）に日本マーケティングセンター（現・船井総合研究所）に入社する。1981年（昭和56年）に取締役社長室長、1984年（昭和59年）に常務取締役東京経営指導本部長、1989年（平成元年）3月に代表取締役専務管理本部・総務本部統括担当、1990年（平成2年）3月に代表取締役社長、2000年（平成12年）3月に代表取締役副会長に就任する。
また、2000年（平成12年）3月にコスモプラン代表取締役社長・船井財産コンサルタンツ代表取締役会長、2000年（平成12年）5月に船井総研ロジ代表取締役会長、2001年（平成13年）11月にビジネス社代表取締役会長、2002年（平成14年）3月に船井総合研究所取締役相談役を歴任する。

## 著書
- 『船井流 帝王学-企業発展のカギを握るリーダーの条件とは何か』（実業之日本社、1994）
- 『船井流 三国志の参謀学』（実業之日本社、1996）
- 『船井流 トップの器量-個の時代における最強の組織作りと人の生かし方!』（実業之日本社、1998）

## 参考
- 企業家人物辞典-本告正　船井総合研究所
- 船井総合研究所-有価証券報告書